# Американська телевізійна академія
Американська телевізійна академія (англ. Academy of Television Arts & Sciences, або Television Academy) — професійна організація, що керує діяльністю американської телеіндустрії. Організація заснована в 1946 році в Північному Голлівуді, Los Angeles з ініціативи Сіда Касида (Syd Cassyd, 1908—2000). Починаючи з 1949 року Американська телевізійна академія присуджує телепремію «Еммі» найкращим телевізійним програмам, їх творцям і учасникам.

## Історія
Засновник Академії телевізійних мистецтв Сід Касид уявляв собі її як серйозну телеорганізацію, де можна було б розглянути всі аспекти і проблеми телевізійної індустрії. Він вважав що телебачення є чудовим інструментом для освіти.
У 2016 році продюсер Гейма Вашингтон (Hayma Washington) був обраний головою і головним виконавчим директором Академії телевізійних мистецтв.

## Нагорода Еммі
Для відзначення майстерності у створенні телевізійних програм у США Академія телебачення запровадила нагороду «Еммі». Назва «Еммі» (Emmy) походить від назви «Іммі» (Immy) — псевдоніма для зображення ортоконної трубки відеокамери. Оскільки статуетка нагороди є жінкою, назву фемінізували як «Еммі» . Перша церемонія вручення щорічних премій «Еммі» відбулася в 1949 році.
Нагороди «Еммі» присуджують три сестринські організації, які зосереджують свою увагу на різних типах телевізійних програм: Американська телевізійна академія (найкращий час), Національна академія телебачення та мистецтв (денний час, спорт, новини та документальні програми), а також Міжнародна Академія телебачення (міжнародні програми).